# WZJY
Koordinaten: 32° 43′ 30″ N, 79° 49′ 53″ W
WZJY oder WZJY-AM (Branding: „El Sol 1480“) ist ein US-amerikanischer Hörfunksender aus Mount Pleasant im US-Bundesstaat South Carolina. WZJY sendet auf der Mittelwellen-Frequenz 1480 kHz. Da das Sendeformat sich größtenteils in spanischer Sprache findet, ist es ausgerichtet auf die hispanische Gesellschaft. Eigentümer und Betreiber ist Thomas B. Daniels.